# Lorraine Hunt (Politikerin)
Lorraine T. Hunt (* 11. März 1939 in Niagara Falls, New York) ist eine US-amerikanische Politikerin. Zwischen 1999 und 2007 war sie Vizegouverneurin des Bundesstaates Nevada.

## Werdegang
Im Jahr 1943 kam Lorraine Hunt mit ihren Eltern nach Las Vegas in Nevada, wo die Eltern in der Gastronomie arbeiteten. 1955 eröffneten die Eltern ein eigenes Restaurant und in den 1960er Jahren erwarb die Familie ein weiteres Unternehmen in dieser Branche. Lorraine Hunt besuchte die öffentlichen Schulen in Las Vegas einschließlich der High School und absolvierte dann das Westlake College of Music in Los Angeles. Anschließend betrieb sie in verschiedenen Städten in Nevada, darunter auch Las Vegas, eine Laufbahn als Kabarettsängerin. In Las Vegas stieg sie auch in das Immobiliengeschäft ein. Seit 1972 betreibt sie dort ein eigenes Restaurant.
Politisch schloss sich Hunt der Republikanischen Partei an. 1994 wurde sie in den Bezirksrat des Clark County gewählt. 1998 wurde sie an der Seite von Kenny Guinn zur Vizegouverneurin des Staates Nevada gewählt. Dieses Amt bekleidete sie nach einer Wiederwahl zwischen 1999 und 2007. Dabei war sie Stellvertreterin des Gouverneurs und Vorsitzende des Staatssenats. Aus verfassungsrechtlichen Gründen war eine weitere Bestätigung nicht möglich. Als Vizegouverneurin setzte sie sich vor allem für die wirtschaftliche Weiterentwicklung und den Tourismus ihres Staates ein. 2006 kandidierte sie erfolglos in den Gouverneursvorwahlen ihrer Partei.
Nach der Scheidung von ihrem ersten Mann ist sie seit 2006 mit dem Unterhaltungskünstler Dennis Bono verheiratet. Heute betreibt sie das Bootlegger Bistro, einen beliebten Nachtclub mit angeschlossenem Restaurant in Las Vegas. Dort tritt sie gelegentlich selbst als Sängerin auf.